# Nella Mortara
Nella Mortara (Pisa, 23 de febrer de 1893 – Roma, 2 de juliol 1988) va ser una física italiana jueva, entre les primeres que es van dedicar a la física experimental. Víctima de les lleis racials del feixisme italià, va haver d'abandonar la docència i recerca universitàries.

## Primers anys i joventut
Nella Mortara, nascuda a Roma el 23 de febrer de 1893, va ser la quarta dels cinc fills que van tenir Lodovico Mortara i la seva esposa Clelia Vivanti. El pare era un lletrat destacat, professor de la Universitat de Pisa, que va ser traslladat a Nàpols primer i després a Roma, on Nella va fer els estudis secundaris al Liceo Ennio Quirino Visconti. El 1916 es va llicenciar en física a la Universitat de Roma i aquell mateix any va publicar el seu primer article científic sobre els tubs que s'usaven en els raigs X. El 1919 va començar a treballar d'ajudant d'Orso Mario Corbino, que el 1918 havia estat nomenat catedràtic de física experimental i director de l'Institut de Física de la Universitat de Roma, centre on van treballar destacats físics italians, entre els quals Enrico Fermi, coneguts col·loquialment com els Nois de la via Panisperna. Mortara coordinava les classes pràctiques dels cursos de física, enginyeria, matemàtiques i química, tasca que implicava una gran càrrega docent.

## Víctima de les lleis racials
El 1934, va ser reconeguda professora (libero docente) a la Universitat de Roma fins al 1939 en què va ser expulsada de la universitat «per ser de raça jueva, amb efecte des del desembre de 1938-XVII». Aleshores va marxar al Brasil, on ja vivia un germà seu que havia estat catedràtic d'estadística a la Universitat de Milà i hi havia emigrat a causa també de les lleis racials.
El març de 1941 va tornar a Roma, per ser prop de la família, i fins a l'alliberament de la ciutat va viure en la clandestinitat, oculta en un convent de monges.

## Maduresa
Després de la guerra es va reintegrar a la Universitat i li va ser reconeguda l'habilitació com a libero docente que havia obtingut el 1934 i durant anys va dedicar-se a l'ensenyament de la física experimental. Els seus alumnes l'anomenaven entre ells "tia Nella". El 1958 va entrar a treballar a la Secció de microscòpia electrònica del laboratori de física de l'Institut Superior de Sanitat, on va seguir fent recerca durant vint anys.
Nella Morata va morir a Roma el 2 de juliol de 1988.

## Reconeixement
El 21 de novembre de 2019 l'Ajuntament de Roma va donar els noms de Nella Mortara, de Mario Carrara (metge que es va negar a jurar fidelitat al Duce) i d'Emilia Calabresi (zoòloga jueva que va suïcidar-se a la presó, pendent de ser deportada a Auschwitz) a carrers que havien dut el nom de signants del manifest feixista contra la raça. No havia passat encara una setmana quan les noves plaques amb els noms de Mortara i Carrara van ser vandalitzades.

## Publicacions
- La caratteristica dinamica dei tubi per raggi X, Nota I.Il Nuovo Cimento, XII (1916), 9, pp. 133-143; Nota II, ibid., XIII (1917), 2, pp. 265-270 (publicat també a Rend. Acc. dei Lincei, s. 5, XXV [1916], 11, pp. 446-453)
- Sulla caratteristica dell'arco cantante nei regimi cui corrispondono diverse emissioni spettrali, Nota I, ibid., pp. 438-445; Nota II, ibid., XXVI (1917), 2, pp. 166-122, en col·laboració amb E. Freda (publicat també a Il Nuovo Cimento, XIII [1917], 10, pp. 297-317)
- L'Ufficio del radio.Rivista di radiologia e fisica medica, IV (1932), 4, pp. 462-468
- Ricerche sperimentali su un generatore di correnti continue e costanti ad alte tensioni. Rend. Acc. dei Lincei, s. 6, XVII (1933), 9, pp. 730-734
- Un metodo semplice per determinare il coefficiente di diffusione della emanazione di radio, ibid., 11, pp. 949-951
- Sull'impiego dell'aria liquida per la purificazione dell'emanazione di radio, ibid., 12, pp. 1069-1072
- Comportamento delle valvole raddrizzatrici in un circuito comprendente delle capacità, e conseguenze sul funzionamento di alcuni apparecchi per raggi X, ibid., s. 6, XVIII (1933), 11, pp. 502-505
- Apparecchi per la taratura dei preparati radioattivi. Rivista di radiologia e fisica medica, VII (1933), 3, pp. 334-339
- Metodo semplice per lo studio di apparecchi destinati alla riproduzione elettrica dei suoni. La ricerca scientifica, V (1934), 4, pp. 3-9
- Un metodo semplice per lo studio dei diaframmi elettromagnetici. L'elettricista, XLI (1934), pp. 3-8.